# Bloc Nacional Ucraïnès de Kostenko i Plyusx

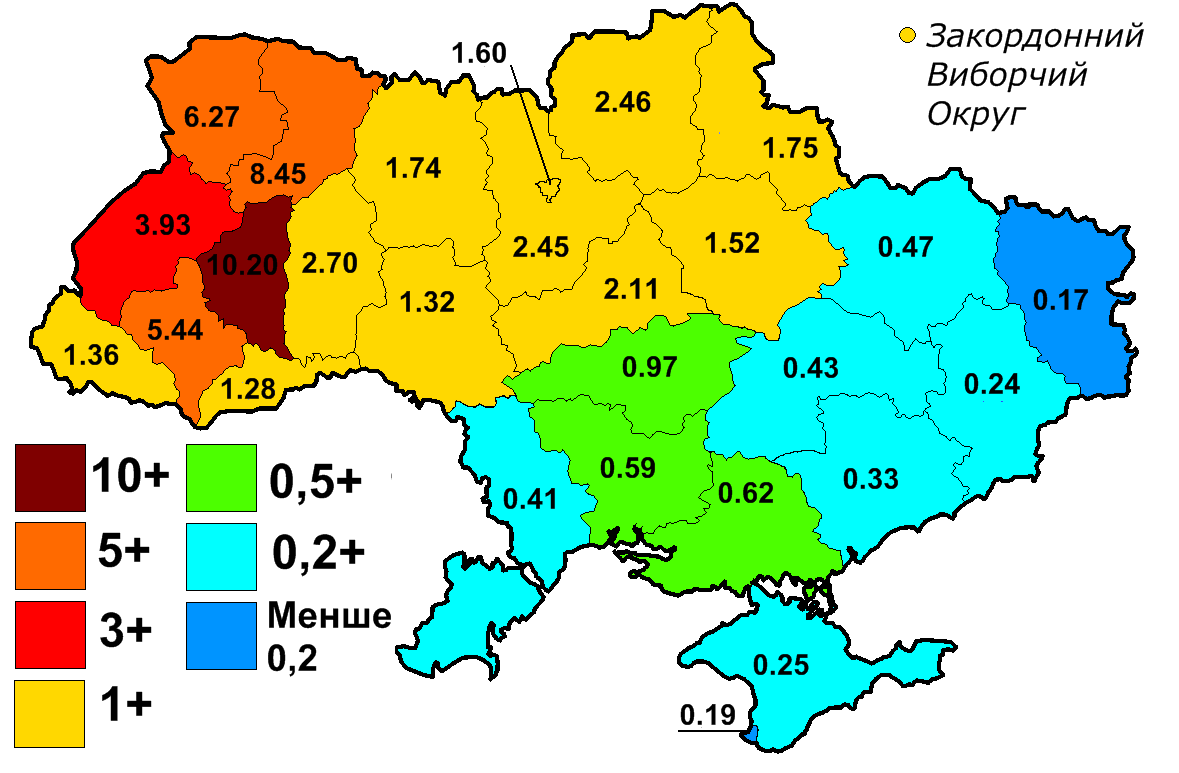
Resultats de les eleccions de 2006

El Bloc Nacional Ucraïnès de Kostenko i Plyushch (ucraïnès: Український Народний Блок Костенка і Плюща; Ukraïnskyj narodnyj blok Kostenka i Pljušča) fou una coalició política d'Ucraïna de caràcter nacionalista formada per Iuri Kostenko i Ivan Plyusx de cara a les eleccions al Parlament d'Ucraïna de 2006, formada per:
- Partit Popular Ucraïnès
- Partit del Renaixement Rural
- Partit Polític "Catedral Ucraïna"

Tanmateix, només va obtenir l'1,87% dels vots i no assolí representació a la Rada Suprema, tot i que assolí representació a alguns consells provincials.
De cara a les eleccions al Parlament d'Ucraïna de 2007 cada partit es va presentar per separat.